# La Panxa del Bisbe

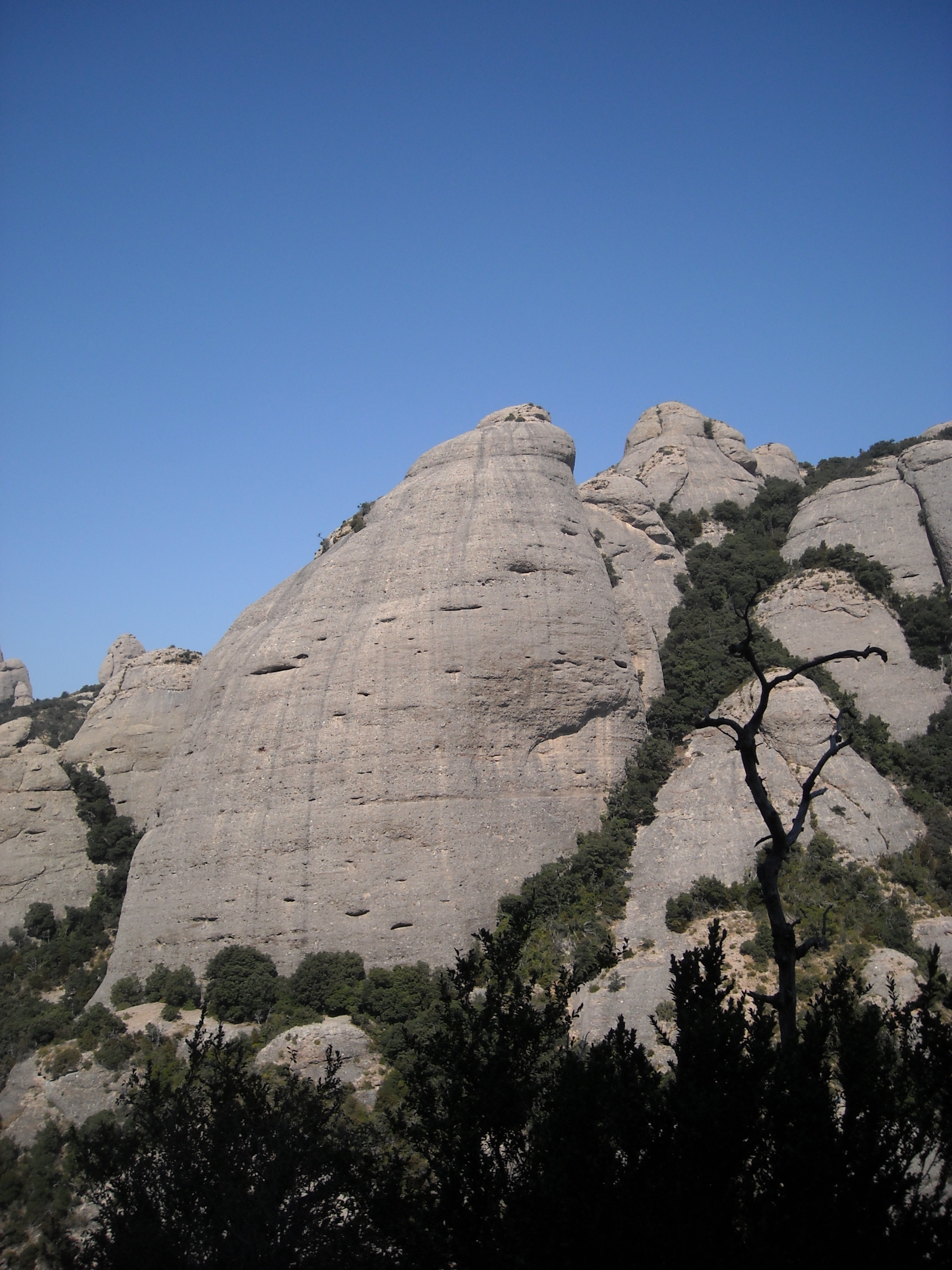
La Panxa del Bisbe

La Panxa del Bisbe es troba a Montserrat (Catalunya), la qual és una de les agulles més característiques de la regió de Tebaida.

## Descripció
El seu perfil (panxut acabat en punta) apareix sobtadament quan pugem a Sant Jeroni des del monestir i forma part del paisatge fantasiós de la regió de Tebaida, on conviu harmoniosament amb La Prenyada, la Mòmia i l'Elefant. Al vessant oriental, hi ha les restes de l'ermita de Santa Anna, que formava part d'un total de tretze ermites que s'anaren establint a la muntanya a partir del segle vi. Aquestes construccions van ésser habitades per ermitans fins al segle xix, quan foren obligats a abandonar Montserrat davant l'amenaça de les tropes napoleòniques. Alguns d'aquests ermitans, gràcies a l'aigua que recollien dins les cisternes de les ermites, passaven tot l'any a la muntanya. És molt probable que l'Elefant, L'Albarda Castellana i altres cims que en aquella època eren remots i inaccessibles, fossin visitats per primera vegada pels ermitans. El camí d'accés a La Panxa del Bisbe (conegut com les Escales dels Pobres) és un dels més emblemàtics de Montserrat: són 500 esgraons que superen un desnivell de 200 metres en mig quilòmetre de recorregut. Les escales travessen el Pas dels Francesos, una canal molt estreta i dreta entre dues agulles.

## Accés
Cal deixar el vehicle al monestir i caminar fins a la Plaça de Santa Anna seguint l'itinerari de Sant Jeroni. A la plaça, les escales no s'acaben i encara haurem de pujar-ne unes quantes més fins a arribar al peu de la Panxa. Si seguim caminant cap a ponent, baixarem a la cruïlla senyalitzada del Pla dels Ocells. Des d'aquest punt, disposem de múltiples opcions per a allargar l'excursió. Si girem a l'esquerra, anirem a les Gorres de Tebes, si seguim recte, entrarem a la regió de Tabor i, si anem a la dreta, assolirem la part alta del Serrat de Tebaida.